# I Never Told You
I Never Told You è un brano musicale della cantante statunitense Colbie Caillat, estratto come secondo ed ultimo singolo dal suo secondo album Breakthrough. La canzone è scritta da Colbie Caillat, Kara DioGuardi e Jason Reeves ed è stata prodotta da Kara DioGuardi.
In I Never Told You la cantante rivela di avere ancora dei sentimenti verso un ex fidanzato e lo rivuole nella sua vita. Colbie ha scritto la canzone durante il suo tour in Europa nel bagno del suo albergo. In un'intervista ha affermato: "L'ho scritta su qualcuno con cui mi sono lasciata e che in quel periodo mi mancava." La stesura del testo è la composizione musicale della canzone sono state poi completate alle Hawaii con l'aiuto di Jason Reeves e Kara DioGuardi.

## Classifiche
| Classifica (2010) | Posizione massima |
| ----------------- | ----------------- |
| Stati Uniti       | 48                |